# Volleyball Club Amstetten
Il Volleyball Club Amstetten è una società pallavolistica maschile austriaca con sede ad Amstetten: milita nel campionato di Austrian Volley League Men.

## Storia
Il Volleyball Club Amstetten viene fondato nel 1983. Esordisce nel massimo campionato austriaco nella stagione 1990-91: grazie ai risultati ottenuti al termine dell'annata 1991-92 si qualifica per la prima volta a una competizione europea, prendendo parte alla Coppa CEV 1992-93, dove viene eliminata al secondo turno a seguito della doppia sconfitta rimediata contro il CSKA Mosca; al termine della stagione 1992-93 retrocede in 2. Bundesliga.
Ritorna in 1. Bundesliga dalla stagione 2001-02; nell'annata 2009-10 si aggiudica il suo primo trofeo, ossia la Coppa d'Austria: ottiene il successo consecutivamente, nella stessa competizione, nelle edizioni 2015-16, 2016-17 e 2017-18.

## Rosa 2023-2024
| N° | Nome               | Ruolo | Data di nascita   | Nazionalità sportiva |
| -- | ------------------ | ----- | ----------------- | -------------------- |
| 1  | Julian Zehner      | L     | 25 gennaio 2004   | Austria              |
| 2  | Franz Hüther       | C     | 1º maggio 2002    | Germania             |
| 3  | Samuel Jackman     | O     | 24 ottobre 2000   | Canada               |
| 3  | Artem Skorokhod    | O     | 3 agosto 1990     | Ucraina              |
| 5  | Sebastián Barrial  | S     | 16 ottobre 2000   | Argentina            |
| 7  | Yousri Anegay      | C     | 28 agosto 1996    | Francia              |
| 8  | Alexander Spring   | P     | 10 ottobre 2002   | Austria              |
| 9  | Adam Provazník     | P     | 4 luglio 2000     | Rep. Ceca            |
| 10 | Sebastian Riegler  | S     | 28 settembre 2003 | Austria              |
| 11 | Ignacy Derejczyk   | C     | 10 febbraio 2004  | Polonia              |
| 13 | Maximilian Schober | S     | 26 aprile 2001    | Austria              |
| 14 | Kiryl Krasneŭski   | S     | 31 luglio 1987    | Bielorussia          |
| 17 | Markuss Cielavs    | S     | 18 ottobre 1999   | Lettonia             |
| 21 | Niklas Eisenhofer  | C     | 21 marzo 2003     | Austria              |
| -  | Tomasz Błądziński  | S     | 29 marzo 1997     | Polonia              |

## Palmarès
- Coppa d'Austria: 4

2009-10, 2015-16, 2016-17, 2017-18